# Киселевская (Шенкурский район)
Киселевская — деревня в Шенкурском районе Архангельской области. Входит в состав муниципального образования «Верхопаденьгское».

## География
Деревня расположена в южной части Архангельской области, в таёжной зоне, в пределах северной части Русской равнины, в 65 километрах на юг от города Шенкурска, на правом берегу реки Паденьга, притока Ваги. Ближайшие населённые пункты: на западе деревня Степановская, на севере, на противоположном берегу реки, деревни Лосевская и Зенкинская.
Часовой пояс
Киселевская, как и вся Архангельская область, находится в часовой зоне МСК (московское время). Смещение применяемого времени относительно UTC составляет +3:00.

## Население
| 2002 | 2010 | 2012 |
| ---- | ---- | ---- |
| 5    | ↘1   | →1   |

## История
В «Списке населенных мест Архангельской губернии к 1905 году» деревня Киселевская насчитывает 11 дворов, 39 мужчин и 41 женщину.  В административном отношении деревня входила в состав Лосевского сельского общества Верхопаденгской волости.
На 1 мая 1922 года в поселении 13 дворов, 26 мужчин и 43 женщины.